# Шейкна Думбія
Шейкна Думбія (фр. Cheickna Doumbia, нар. 14 червня 2003, Бамако) — малійський футболіст, нападник еміратського «Аль-Аглі» (Дубай).
Виступав за олімпійську збірну Малі.

## Клубна кар'єра
Народився 14 червня 2003 року в місті Бамако. Вихованець футбольної школи «Блек Старс».
У дорослому футболі дебютував 2021 року виступами за еміратську команду «Аль-Аглі» (Дубай).

## Виступи за збірні
З 2023 року залучається до складу молодіжної збірної Малі. На молодіжному рівні зіграв у 5 офіційних матчах, забив 2 голи.
2024 року включений до заявки олімпійської збірної Малі для участі у футбольному турнірі на тогорічних Олімпійських іграх у Парижі.

## Статистика виступів

### Статистика клубних виступів
Станом на 24 липня 2024
| Сезон             | Команда            | Чемпіонат         | Чемпіонат | Чемпіонат | Національний кубок | Національний кубок | Національний кубок | Континентальні кубки | Континентальні кубки | Континентальні кубки | Інші змагання | Інші змагання | Інші змагання | Усього | Усього | Усього |
| Сезон             | Команда            | Ліга              | Ігор      | Голів     | Ліга               | Ігор               | Голів              | Ліга                 | Ігор                 | Голів                | Ліга          | Ігор          | Голів         | Ігор   | Голів  |        |
| ----------------- | ------------------ | ----------------- | --------- | --------- | ------------------ | ------------------ | ------------------ | -------------------- | -------------------- | -------------------- | ------------- | ------------- | ------------- | ------ | ------ | ------ |
| 2021–22           | «Аль-Аглі» (Дубай) | ПЛ                | 6         | 1         | КП+КЛ              | 0+0                | 0+0                |                      | -                    | -                    |               | -             | -             | 6      | 1      |        |
| 2022–23           | «Аль-Аглі» (Дубай) | ПЛ                | 15        | 2         | КП+КЛ              | 2+2                | 0+1                |                      | -                    | -                    |               | -             | -             | 19     | 2      |        |
| 2023–24           | «Аль-Аглі» (Дубай) | ПЛ                | 3         | 0         | КП+КЛ              | 0+0                | 0+0                |                      | -                    | -                    |               | -             | -             | 3      | 0      |        |
| Усього за кар'єру | Усього за кар'єру  | Усього за кар'єру | 24        | 3         |                    | 4                  | 1                  |                      | -                    | -                    |               | -             | -             | 28     | 3      |        |